# McKail
McKail ist ein Stadtteil von Albany im australischen Bundesstaat Western Australia.

## Geographie
McKail liegt rund 6,3 Kilometer nordwestlich der Innenstadt am South Coast Highway.
Im Norden grenzt der Stadtteil an Warrenup, Drome und Willyung, im Westen an Marbelup, im Süden an Gledhow, und im Osten an Orana und Milpara.

## Infrastruktur

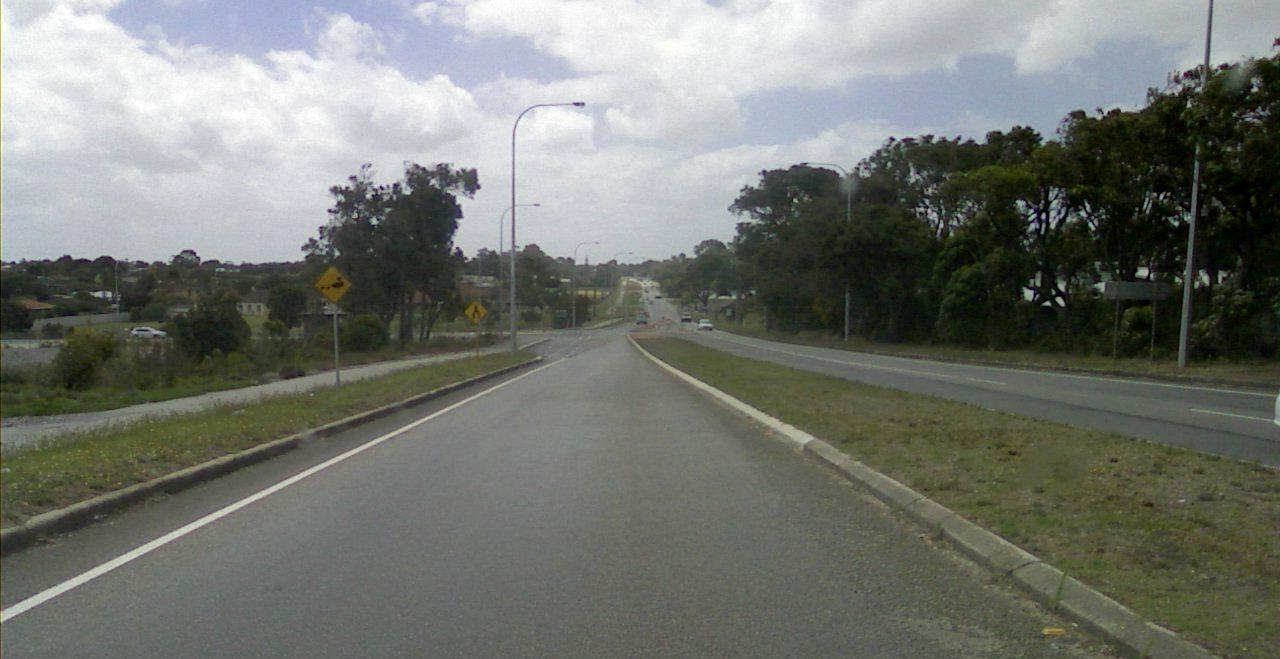
Albany Highway in McKail

McKail liegt sowohl am Albany Highway als auch am South Coast Highway und wird von der Buslinie 808 bedient. Im Ort liegt außerdem die Albany Attwell Park Speedway Track, eine Autorennbahn.
Im Ort liegen einige städtische Parks, diese sind Daniels Park, Gerrys Park, Dales Park, Greer Park, Lillie Gardens, Sherwood Park, Le Grande Park, The Pines Lake Park und der LMC Park mit dem kleinen See McKail Lake.

## Bevölkerung
Der Ort MckKail hatte 2016 eine Bevölkerung von 3445 Menschen, davon 49,8 % männlich und 50,2 % weiblich. 3,3 % der Bevölkerung (112 Personen) sind Aborigines oder Torres-Strait-Insulaner.
Das durchschnittliche Alter in Lockyer liegt bei 32 Jahren, sechs Jahre unter dem australischen Durchschnitt von 38 Jahren.